# The Spirit of '43
The Spirit of '43 är en animerad kortfilm producerad av Walt Disney Studios 1943, avsedd som propaganda för skattebetalning under andra världskriget.

## Handling
Filmen handlar om Kalle Anka som får sin lön, och två av hans personligheter uppenbarar sig. Kalles slösaktiga personlighet vill att han spenderar pengarna på nöjen, medan den sparsamme (som liknar en stereotyp skotte och möjligen är en föregångare till Joakim von Anka) vill att han sparar dem till skatteinbetalningen. När den slösaktige visar sig arbeta för fienden Adolf Hitler, beslutar sig Kalle att betala skatten. Därefter får man se hur skatterna används för att tillverka vapen som krossar axelmakterna.